# Ichaboe Island
Ichaboe Island, frühere deutsche Bezeichnung Itschabo-Insel, bildet zusammen mit Little Ichaboe Island eine kleine vegetationslose Felseninselgruppe 48 Kilometer nördlich der Lüderitzbucht in Namibia. Sie gehört zu den Penguin Islands. Die Insel ist Teil des Meob-Chamais Meeresschutzgebietes.
Ichaboe ist fast komplett von einer Flutmauer umschlossen und dient Wissenschaftlern als Basis. Zudem befindet sich hier eine Wetterstation. Seit 1843 wurde auf Ichaboe Island Guano abgebaut.

## Geographie
Die 6,5 Hektar große Insel liegt in der nördlichen Douglas Bay (Kartoffelbucht) 1,3 km vor der namibischen Küste in Namibia (südlich des Wreck Point). Die Insel misst 425 Meter von Nord nach Süd und ist bis zu 200 Meter breit. Im Südosten erreicht sie ihre maximale Höhe von sieben Metern (Mount Stromboli). Die Insel besteht vorwiegend aus Granit.
Im Nordosten ist eine kleine, nur zeitweilig bewohnte Siedlung, das „Observation Village“.

## Geschichte
Entdeckt wurde die Insel 1828 durch Kapitän Benjamin Morrell.
Am 21. Juni 1861 wurde Ichaboe zu britischem Territorium erklärt und 1867 elf weitere, als Penguin Islands bezeichnete Inseln von Großbritannien annektiert. 1874 wurden die Hoheitsrechte über die annektierten Gebiete auf die Kapkolonie übertragen, die diese Inseln (und die Enklave Walvis Bay) selbst nach Gründung des deutschen Schutzgebietes Deutsch-Südwestafrika auf dem Festland behielt. 1921 kamen Walfischbucht und die Inseln vollends an Südafrika, bis sie am 28. Februar 1994 an Namibia zurückgegeben wurden.